# Evla
Evla (em macedônio/macedónio:  Евла) é uma vila localizada no Município de Resen na República da Macedônia. Situada na parte norte do município, a vila está a pouco menos de 5 km do centro municipal que é Resen.

## Demografia
De acordo com o censo realizado em 2002, Evla possui 106 residentes, cerca de um quarto da sua população em 1961.
| Grupo étnico | 1961   | 1961  | 1971   | 1971 | 1981   | 1981 | 1991   | 1991 | 1994   | 1994  | 2002   | 2002  |
| Grupo étnico | Número | %     | Número | %    | Número | %    | Número | %    | Número | %     | Número | %     |
| ------------ | ------ | ----- | ------ | ---- | ------ | ---- | ------ | ---- | ------ | ----- | ------ | ----- |
| Macedônios   | 426    | 100.0 | 311    | 99.4 | 231    | 99.6 | 174    | 99.4 | 138    | 100.0 | 106    | 100.0 |
| outros       | 0      | 0.0   | 2      | 0.6  | 1      | 0.4  | 1      | 0.6  | 0      | 0.0   | 0      | 0.0   |
| Total        | 426    | 426   | 313    | 313  | 232    | 232  | 175    | 175  | 138    | 138   | 106    | 106   |